# Денніс Рассел Девіс
Денніс Рассел Девіс (англ. Dennis Russell Davies; 16 квітня 1944, Толідо, штат Огайо, США) — американський диригент і піаніст. Один із засновників Оркестру американських композиторів, єдиного в світі оркестру, що спеціалізується виключно на музиці США.

## Біографія
Закінчив Джульярдскую школу. У 1972—1980 рр. очолював Камерний оркестр Сент-Пола, з яким домігся значних успіхів — в тому числі отримав в 1980 р премію «Греммі» за кращий запис камерної музики (сюїта Аарона Копленда «Весна в Аппалачах»). Одночасно заснував (1977, разом з Френсісом Торном) Оркестр американських композиторів, біля керма якого перебував до 2002 року. У США очолював також Бруклінський філармонічний оркестр (1990-1996), підтримуючи програмну політику Джозефа Горовиця, спрямовану на пріоритет новітньої музики.
З 1980 року найбільшою мірою працював у Європі. У 1980—1987 рр. генеральмузікдіректор Штутгарта, на чолі Штутгартській опери здійснив, зокрема, прем'єри двох опер Філіпа Гласса, з яким Девіса пов'язує особливо тривале і міцне творча співдружність (перші виконання більшості симфоній і концертів Гласса також відбулися під орудою Девіса, а П'ята симфонія Гласса йому присвячена). 
У 1987—1995 рр. очолював оркестр Бетховенхалле в Бонні, в 1996—2002 рр. — Симфонічний оркестр Віденського радіо. 
З 2002 року Девіс керує Брукнеровскім оркестром Лінца, а з 2009 р ще й Базельським симфонічним оркестром.
Як піаніст Девіс виступає значно рідше, в останні роки часто в дуеті з піаністкою Макі Намекава.

## Репертуар і записи
Девіс відомий, перш за все, як інтерпретатор музики другої половини XX століття. Крім Філіпа Гласса, в коло його постійної уваги входять такі автори, як Ханс Вернер Хенце, Вільям Болкіах, Лу Харрісон, Алан Хованесс, Джон Кейдж, Вірджіл Томсон, Альфред Шнітке, Валентин Сіліверстов, Гія Канчелі, Арво Пярт.
У той же час серед постановок Девіса — «Летючий голландець» Ріхарда Вагнера на Байройтського фестивалі і «Расцевет і падіння міста Махагони» Курта Вайля на Зальцбурзькому фестивалі. Спільно з оркестром Віденського радіо записав симфонію Ханса Ротта.

У 2010 році спільно з Штутгартським камерним оркестром записав на фірмі Sony повний комплект симфоній Йозефа Гайдна (106 симфоній і Концертна симфонія, всього 37 дисків) і став, таким чином, четвертим і останнім на сьогоднішній день диригентом, який здійснив цей масштабний проект (троє інших — Ернст Марцендорфер, Антал Дораті і Адам Фішер; аналогічні проекти Роя Гудмана, Томаса Фея і Крістофера Хогвуда не були завершені). Критик Девід Трішер пише про це комплекті: 
«Паризькі» та багато пізніших симфоній (особливо № 88-90), безумовно вдалися; їх записи витримують конкуренцію з багатьма гідними роботами. Але інтерпретаціям Д. Р. Девіса і його оркестру часто бракує гумору, це особливо сильно відчувається в деяких місцях «Лондонських симфоній» (...) Звичайно, жоден повний комплект гайднІвських симфоній не задовольнить всіх слухачів повністю і в рівній мірі (...) Що стосується Д. Р. Девіса, то його ахіллесова п'ята — обережність».